# Gerhart Bollert

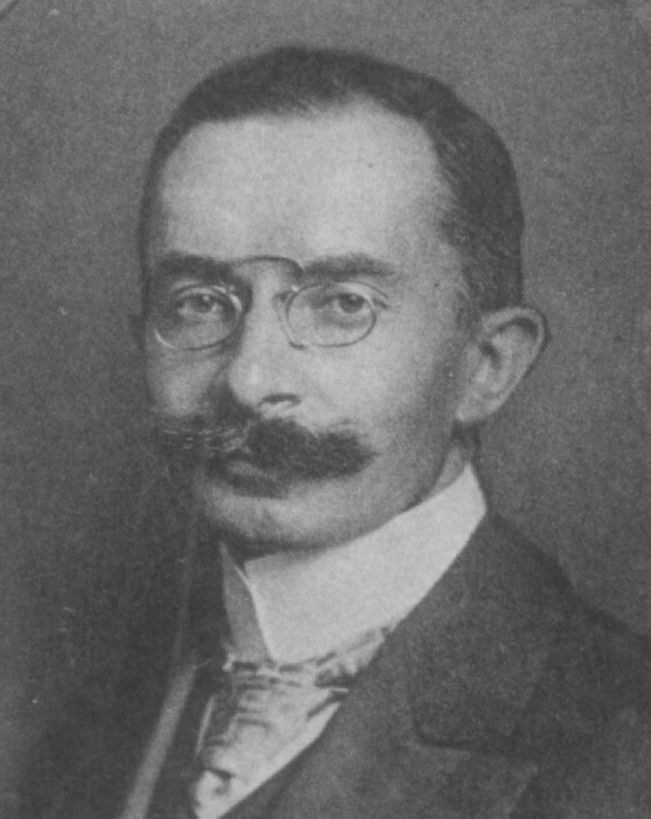
Gerhart Bollert als Reichstagsabgeordneter 1912

Gerhart Bollert (* 8. November 1870 in Pritzwalk; † 7. August 1947 in Rottach) war ein deutscher Jurist, Kunstsammler und Mitglied des Deutschen Reichstags.

## Leben
Gerhart Bollert besuchte von 1876 bis 1888 das Gymnasium in Frankfurt an der Oder und darauf die Universitäten Tübingen, Breslau und Berlin. Im Jahre 1891 wurde er Referendar, 1895 Gerichtsassessor und im April 1896 ließ er sich in die Liste der Rechtsanwälte beim Landgericht Berlin eintragen. Ab 1906 war er Notar und ab 1907 Mitglied des Bezirksausschusses der Stadt Berlin.
Von 1912 bis 1918 war er Mitglied des Deutschen Reichstags für den Wahlkreis Regierungsbezirk Frankfurt 4 Frankfurt (Oder), Lebus und die Nationalliberale Partei. Von 1919 bis 1921 war er Mitglied der verfassunggebenden Preußischen Landesversammlung für die DDP.
Im Dritten Reich hat er auch weiterhin seine jüdischen Klienten vertreten und mehreren von ihnen zur Ausreise verholfen. Am 1. Mai 1944 wurde ihm die weitere anwaltliche Betätigung in Berlin verboten. Nachdem er in Berlin im November 1943 ausgebombt worden war, zog er nach Bayern. Ein weiterer Beweggrund war, seine ehemals jüdische Ehefrau vor Verfolgung zu schützen. 1947 starb er in Rottach, seine Urne wurde später nach Berlin überführt.

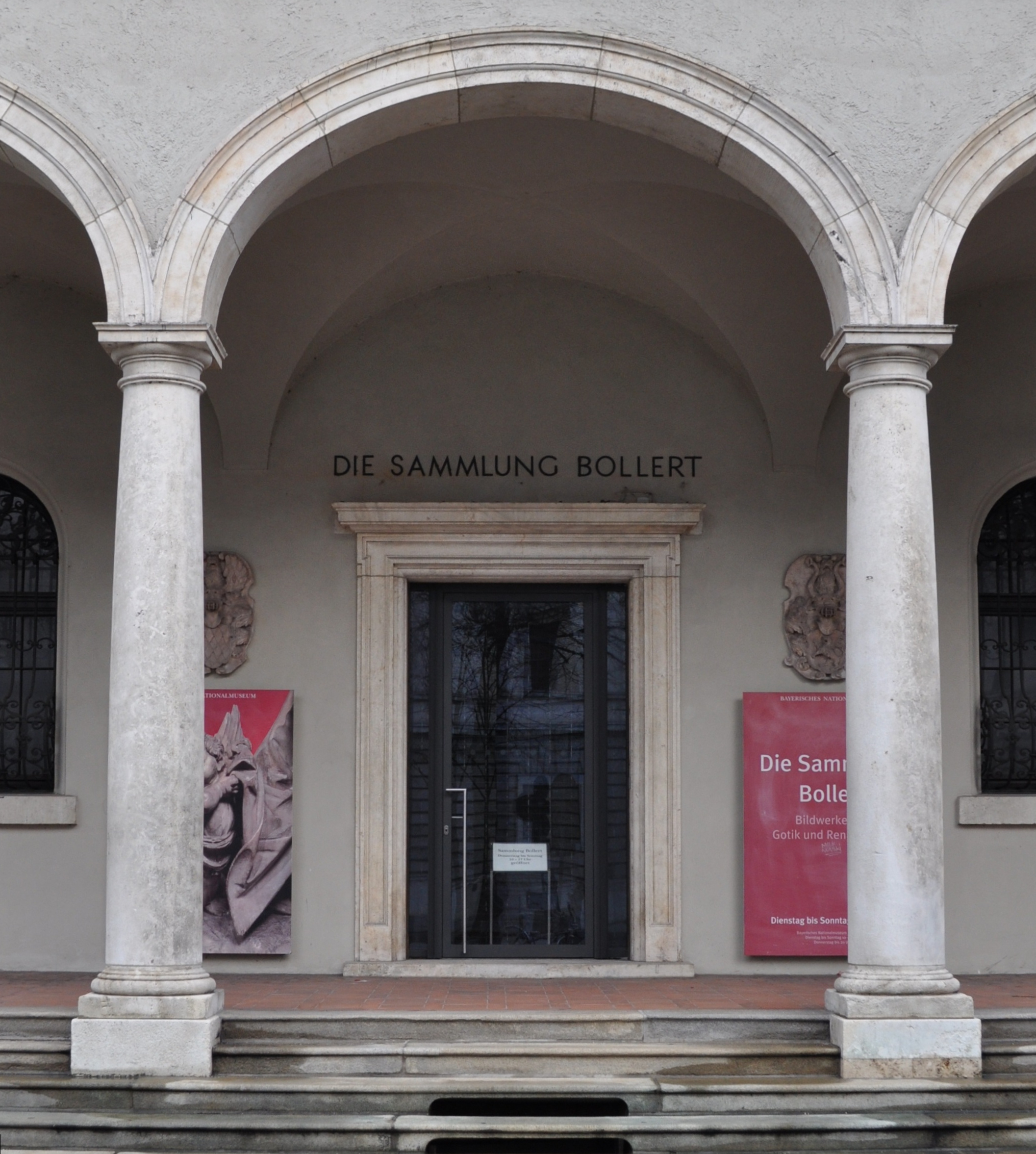
Eingang zur Sammlung Bollert, München, Bayerisches Nationalmuseum

Zwischen 1908 und 1939 trug er eine umfangreiche Sammlung mittelalterlicher Kunst zusammen. Während des Krieges waren große Teile der Kunstsammlung ausgelagert, einige wurden jedoch 1943 zerstört. Nach dem Krieg gelangten sie in die Ostberliner Skulpturensammlung. Diese Stücke kamen 2004 in das Bayerische Nationalmuseum in München und sind dort in eigenen Räumen ausgestellt.